# Pomoc de minimis
Pomoc de minimis – kategoria pomocy państwa, udzielana przedsiębiorcom, która nie musi być zgłaszana do Komisji Europejskiej. Zgodnie bowiem z normą prawa rzymskiego de minimis non curat lex (łac.) – prawo nie troszczy się o drobiazgi, pomoc o niewielkich rozmiarach nie powoduje naruszenia konkurencji na rynku.
Szczegółowe uregulowania zawarto w rozporządzeniu Komisji (UE) nr 1407/2013 z 18 grudnia 2013, które weszło w życie 1 stycznia 2014, zastępując wcześniejsze rozporządzenie Komisji (WE) nr 1998/2006 z 15 grudnia 2006. Zgodnie z obowiązującymi przepisami, zgłoszeniu nie podlega pomoc publiczna w wysokości nieprzekraczającej 200 tys. euro w ciągu 3 lat.
Konstrukcja pomocy de minimis opiera się nie na wyłączeniu jej spod ogólnego zakazu konkurencji (art. 107 i 108 TFUE) na mocy aktu prawnego, a na uznaniu (i jedynie potwierdzeniu tego w rozporządzeniu Komisji), że pomoc ta jest na tyle drobna, że nie zagraża zasadom wolnego rynku. Stąd też tytuł rozporządzenia: „w sprawie stosowania art. 107 i 108 Traktatu o funkcjonowaniu Unii Europejskiej do pomocy de minimis”.

## Zakres
Wsparcie de minimis obejmuje m.in. najbardziej popularne dotacje ze środków unijnych. Ponadto państwo może w tym przypadku wesprzeć właścicieli firm poprzez m.in. zwolnienia z podatku od nieruchomości czy dotacje na cele środowiskowe. Pomoc de minimis może być udzielana przedsiębiorcy w różnych formach:
1. dofinansowania szkoleń,
2. dotacji na inwestycje,
3. umorzeń (zwolnień) podatkowych,
4. umorzenia odsetek ZUS,
5. jako jednorazowa amortyzacja środka trwałego,
6. gwarancji kredytowych.

## Limit
Zgodnie z przepisami całkowita kwota pomocy de minimis przyznanej przez państwo członkowskie jednemu przedsiębiorstwu nie może przekroczyć 200 000 EUR brutto w okresie trzech lat kalendarzowych. Wyjątkiem są przedsiębiorstwa z sektora drogowego transportu towarów, gdzie limit otrzymanej pomocy wynosi 100 000 EUR. Jednakże świadczenia usług zintegrowanych, w których sam transport jest tylko jednym z elementów usługi (np. usług przeprowadzkowych, pocztowych lub kurierskich albo usług obejmujących zbieranie i przetwarzanie odpadów), nie należy uznawać za usługi transportowe.
Wartość otrzymanej pomocy de minimis można sprawdzić w Urzędzie Ochrony Konkurencji i Konsumentów. Istnieje nawet aplikacja SHRIMP, która ma ułatwić ten proces. Pułap pomocy gwarantuje niewywieranie wpływu na wymianę handlową pomiędzy państwami członkowskimi Unii oraz nie zagraża konkurencji rynkowej. Małe i średnie przedsiębiorstwa definiuje zalecenie KE 2003/361/WE (1) oraz załącznik I do rozporządzenia (WE) nr 800/2008 (2).
Gdy w ciągu ostatnich trzech lat limit został przekroczony, przedsiębiorstwo nie może skorzystać z innych form wsparcia, będzie także zmuszone oddać uzyskaną ponad limit pomoc wraz z odsetkami.

## Ograniczenia
Pomoc de minimis przeznacza się na rozwój przedsiębiorstw, jej celem nie jest ratowanie firm, które są w kiepskiej kondycji finansowej. Jednym z czynników wykluczających możliwość skorzystania ze wsparcia jest fakt, iż firma znajduje się w trudnej kondycji ekonomicznej. O wsparcie de minimis nie mogą ubiegać się także przedsiębiorcy:
- z sektorów rybołówstwa i akwakultury,
- zajmujący się produkcją podstawową produktów rolnych.

De minimis nie obejmuje również pomocy uwarunkowanej pierwszeństwem korzystania z towarów krajowych do towarów z zagranicy. Ponadto nie można ubiegać się o wsparcie na działalność związaną z wywozem do państw trzecich lub państw członkowskich ani na działalność w sektorze przetwarzania i wprowadzania do obrotu produktów rolnych w następujących przypadkach:
- kiedy wysokość pomocy ustalana jest na podstawie ceny lub ilości takich produktów nabytych od producentów podstawowych lub wprowadzonych na rynek przez przedsiębiorstwa objęte pomocą;
- kiedy przyznanie pomocy zależy od faktu przekazania jej w części lub w całości producentom podstawowym.

Szczegółowe postanowienia dotyczące pomocy de minimis zawarte są w rozporządzeniu Komisji (UE) nr 1407/2013 z 18 grudnia 2013, które weszło w życie 1 stycznia 2014, zastępując wcześniejsze rozporządzenie Komisji (WE) nr 1998/2006 z 15 grudnia 2006.

## Wielkość pomocy publicznej w latach 2005–2015 w Polsce[2][5]
| Rok  | Ogólna wartość udzielonej pomocy |
| ---- | -------------------------------- |
| 2017 | 40 872 mln zł                    |
| 2016 | 24 545 mln zł                    |
| 2015 | 19 357 mln zł                    |
| 2014 | 25 262 mln zł                    |
| 2013 | 22 116 mln zł                    |
| 2012 | 21 795 mln zł                    |
| 2011 | 21 462 mln zł                    |
| 2010 | 24 087 mln zł                    |
| 2009 | 19 173 mln zł                    |
| 2008 | 14 383 mln zł                    |
| 2007 | 6549 mln zł                      |
| 2006 | 5875 mln zł                      |
| 2005 | 4795 mln zł                      |

## Pomocde minimisudzielona przedsiębiorcom w latach 2015–2017 w Polsce
Wartość pomocy de minimis udzielonej przedsiębiorcom w 2017 roku:
| Rok  | mln zł  | mln EUR | % PKB |
| ---- | ------- | ------- | ----- |
| 2017 | 6 740,8 | 1 583,3 | 0,34  |
| 2016 | 5 363,7 | 1 229,5 | 0,29  |
| 2015 | 4 892,9 | 1 169,5 | 0,27  |